# Álamo Temapache (municipalité)
La municipalité d'Álamo Temapache est l'une des 212 municipalités de l'État de Veracruz, et est située dans la partie nord de cet État. Située dans la plaine côtière à l'ouest du golfe du Mexique, elle fait partie du bassin versant du fleuve Río Tuxpan. Elle est limitrophe au sud de l'État de Puebla. Son chef-lieu est la ville éponyme d'Álamo Temapache. Elle dépend de la région Huasteca Baja, du nom du peuple des Huaxtèques qui y est établi, et est une des 10 subdivisions administratives de l'État de Veracruz.

## Géographie
La municipalité d'Álamo Temapache s'étend du sud au nord entre le bassin versant du fleuve Río Tuxpan au sud, et celui du fleuve côtier Tecocoy au nord. Au sud, elle est traversée d'ouest en est par le Río Tuxpan, et comprend à l'ouest la confluence entre les rivières Vinazco au nord, et Pantepec au sud, qui donnent ensuite naissance au fleuve. Le bassin du Tecocoy atteint ses confins au nord. Établie dans la plaine côtière du golfe du Mexique, elle connaît également de premiers reliefs vallonnés, avec une altitude oscillant entre 10 et 500 mètres. Son chef-lieu, la ville d'Álamo, se trouve dans la partie méridionale de son territoire, en rive sud du Río Tuxpan. Ce territoire couvre une superficie de 1279 km2, et était peuplé en 2020 de 107 270 habitants, pour une densité de 83,9 habitants par km2.
Cette municipalité est limitrophe au nord de celles de Tamiahua, de Cerro Azul et de Tepetzintla, à l'ouest de celles de Chicontepec et d'Ixhuatlán de Madero, au sud, dans l'État de Puebla, de celle de Francisco Z. Mena, puis dans l'État de Veracruz, de celles de Castillo de Teayo et de Tihuatlán, et à l'est de celle de Tuxpan.

## Composition et démographie
La municipalité était composée en 2020 de 325 localités, dont 3 étaient considérées comme urbaines, les autres étant rurales.
| Localité            | Population |
| ------------------- | ---------- |
| Álamo               | 26 236     |
| Estero del Ídolo    | 4024       |
| Chapopote Núñez     | 2712       |
| El Alazán           | 2271       |
| Potrero del Llano   | 2243       |
| Reste des localités | 69 784     |
| Total population    | 107 270    |

En plus de l'espagnol, plusieurs langues amérindiennes sont parlées dans la municipalité, dont les principales sont par ordre d'importance : le nahuatl, dans une moindre mesure l'otomí, le huastèque, le totonaque et le ch'ol, les autres langues étant très marginales.

## Histoire

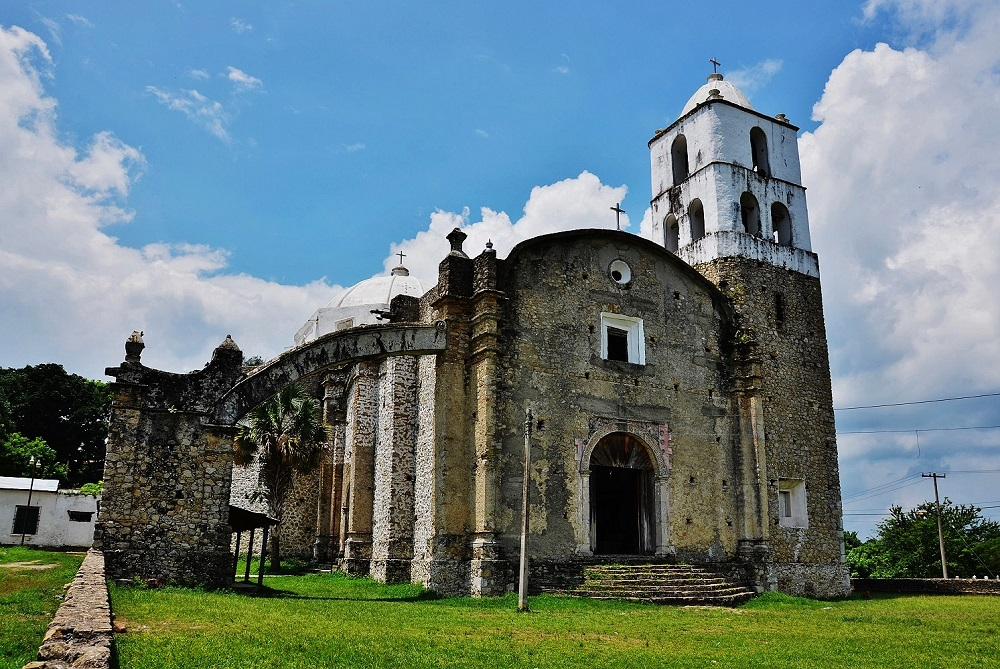
Église Santiago Apóstol de Temapache

La ville de Temapache, située dans le nord de la municipalité, est d'origine préhispanique et appartenait au peuple des Huaxtèques. Au XVIe siècle, après la conquête du Mexique, la ville connaît un nouveau développement, avec la construction de l'église Santiago Apóstol (Saint-Jean-l'Évangéliste), dont la construction commence en 1540 et s'achève en 1576,. L'église est réputée avoir été construite avec certaines pierres de réemploi provenant d'une ancienne pyramide.
En 2021 est découverte lors de travaux agricoles la sculpture d'une femme, dénommé la Joven de Amajac. La statue en pierre calcaire, plus grande que nature, est datée de la seconde moitié du XVe siècle ou du début du XVIe.
La ville de Temapache ayant jouée un rôle important durant la guerre d'indépendance du Mexique, elle reçut en le titre de "Heroico Pueblo de Temapache de Gutiérrez Zamora",.
En 1927, le chef-lieu de la municipalité est déplacé de Temapache à Álamo,.

## Économie

### Agriculture et élevage
La superficie des parcelles semées représentait en 2021 une surface totale de 64 933 hectares, parmi lesquels 43 872 hectares étaient voués à la culture de l'orange, 16 948 hectares étaient voués à la culture du maïs, et 3050 hectares étaient voués à celle de la mandarine.
En 2021, la production de viande par tonnes comprenait 2134,3 tonnes de viande bovine, 794,9 tonnes de viande porcine, 39 tonnes de viande ovine, 13 500 tonnes de volailles et 20,1 tonnes de dinde. La superficie vouée à l'élevage représentait alors 40 896 hectares.

### Pétrochimie
La municipalité fait partie du bassin producteur d'hydrocarbures de Chicontepec, qui s'étend du nord au sud dans le nord de l'État de Veracruz, et déborde légèrement dans celui de Puebla. Malgré d'importants investissements de l'État et de la compagnie pétrolière publique Pemex, sa production n'excède pas 200 barils par jour.